# Pietro Luigi Gastinelli
Pietro Luigi Gastinelli (1802 – Piasco, 27 settembre 1875) è stato un politico italiano.

## Biografia
Fu deputato del Regno di Sardegna in tre legislature, eletto nel collegio di Carrù.